# Психіко
Психіко (грец. Ψυχικό), кафаревуса Психікон, також Палео-Психіко — передмістя Афін, розташоване на південь від Олімпійського стадіону. За адміністративним поділом 2011 року входить до муніципалітету Філотеї-Психіко.

## Населення
| Рік  | Населення |
| ---- | --------- |
| 1981 | 10,775    |
| 1991 | 10,592    |
| 2001 | 10,901    |

## Загальні відомості
Палео-Психіко — суто житлове передмістя Афін. Комерційні підприємства тут розташовані у двох невиликих спеціально призначених зонах — «Неа Агора» і «Палеа-Агора», де діють правила та обмеження забудови, зокрема висота будівель обмежена 3 поверхами.
В минулому у Психіко будували свої садиби представники грецької еліти, а також члени грецької королівської сім'ї. До перевороту чорних полковників у Психіко жила королева Фредеріка Грецька.
Донині його район залишається одним із найзаможніших передмість Афін, з дуже високою вартістю землі. Тут розташована низка приватних шкіл: Афінський коледж, Школа Мораїтіса, Арсакіон, Школа Варвакіос тощо. Також у Психіко базується ряд посольств, зокрема країн Близького Сходу.